# Bernd Heynemann
Bernd Heynemann (Magdeburgo, 22 gennaio 1954) è un ex arbitro di calcio e politico tedesco.

## Arbitro
Laureato in Economia aziendale, debuttò come arbitro nella DDR-Oberliga nel 1980, dirigendo 98 gare, e dopo la Riunificazione tedesca diresse 151 gare di Bundesliga fino al 2000-2001, anno in cui si ritirò per limiti di età. Fu designato per la fase finale del Campionato europeo di calcio 1996, arbitrando Croazia-Portogallo, vinta dal Portogallo per 3-0, e per il Campionato mondiale di calcio 1998, dove diresse Colombia-Tunisia, vinta 1-0 dai colombiani, e l'ottavo di finale Italia-Norvegia, vinta 1-0 dall'Italia.
Dal 2008 al 2010 fu membro dello staff dell'Hertha Berlino, e successivamente divenne osservatore arbitrale per la DFB.

## Politico
Inizialmente iscritto al Partito Socialista Unificato di Germania (SED), nel 1997 aderì alla Unione Cristiano Democratica (CDU) e nel 1999 fu eletto consigliere comunale di Magdeburgo. Successivamente fu Parlamentare dal 2002 al 2009.

## Controversie
Nel 1997 fu designato per l'incontro di Coppa UEFA Lione-Inter, gara di ritorno dei Sedicesimi di finale, vinta dai nerazzurri 1-3. Heynemann, che alloggiava nello stesso albergo che ospitava l'Inter, avrebbe cenato insieme ad alcuni dirigenti italiani e, durante l'incontro, il guardalinee non segnalò e l'arbitro convalidò il gol dell'1-0 di Francesco Moriero, con il centrocampista in posizione di fuorigioco nel caso in cui il tocco precedente provenisse del giocatore interista West (fuorigioco di cui non si resero conto neanche i giocatori del Lione in campo, che non protestarono), e avrebbe negato anche la concessione di un calcio di rigore per l'atterramento di Caveglia da parte di West in area, da segnalare nel primo tempo invece un altro episodio controverso stavolta a sfavore dell'Inter con l'atterramento di Moriero in area da parte di un giocatore della squadra francese non sanzionato dall'arbitro con un calcio di rigore.
Bernard Lacombe ex calciatore del Lione e leggenda del calcio francese presente all'incontro dichiarò: "...L'arbitro era mal piazzato, pazienza. Ma l'Inter ha fatto una grande partita, va avanti la squadra più forte. Il resto è una normale storia di calcio", mentre il presidente del Lione, Jean-Michel Aulas dichiarò: "...Ma vorrei capire perché l'arbitro ha dormito, pranzato e cenato nello stesso albergo dove c'era un gruppo di importanti dirigenti dell'Inter".

## Biografia
- Bernd Heynemann, Wolfgang Borchert, Momente der Entscheidung - mein fußballverrücktes Leben, Mitteldeutscher Verlag, Halle (Saale) 2005, ISBN 3-89812-266-2